# Rui Manuel Borges
Rui Manuel Gomes Borges (* 7. Juni 1981 in Mirandela) ist ein ehemaliger portugiesischer Fußballspieler und heutiger -trainer. Er steht aktuell bei Sporting Lissabon unter Vertrag, mit denen er in der Saison 2024/25 das Double aus Meisterschaft und Pokal gewinnen konnte.

## Karriere als Spieler
Rui Borges war 17 Jahre lang Fußballspieler. Er begann im Verein seiner Heimatstadt Mirandela und spielte für andere Vereine in der dritten und zweiten Liga.

## Karriere als Trainer
Er begann seine Trainerkarriere 2017/18 bei Mirandela, dem Verein seiner Geburtsstadt und in dem er seine Spielerkarriere beendete. Danach wechselte er zu Académico de Viseu, wo die guten Ergebnisse, die er erzielte (insbesondere das Erreichen des Halbfinales des portugiesischen Pokals) ihm die Tür zum Profifußball öffneten.
In der Saison 2020/21 trainierte er Académica de Coimbra, das in der zweiten portugiesischen Liga den vierten Platz belegte, nur drei Punkte hinter dem Meister. Mit gestärktem Vertrauen begann er eine zweite Saison mit dem Verein aus Coimbra (2021/22), wurde aber am sechsten Spieltag entlassen und ließ den Traditionsverein mit nur zwei Punkten auf dem letzten Platz der Tabelle zurück.
Er trainierte anschließend Nacional auf der Insel Madeira. Bei seiner Ankunft belegten sie den 13. Platz, erreichten aber in der gleichen Liga den 6. Platz und verpassten damit erneut den Aufstieg. Nach kurzen Aufenthalten bei UD Vilafranquense und Mafra in der Saison 2022/23 gab er in der folgenden Saison sein Debüt in der Primeira Liga bei Moreirense.
Sein Debüt wurde mit Lob bedacht. Rui Borges erreichte die beste Platzierung, die Moreirense je in der Primeira Liga erreicht hat, und beendete die Saison auf Platz 6 mit 55 Punkten, was einen absoluten Vereinsrekord darstellt.
/
Nach den guten Ergebnissen, die er in dieser Saison mit Moreirense erzielte, wurde Rui Borges für die Saison 2024/25 Trainer des Vitória SC. Er hielt den Verein im Kampf um die europäischen Plätze in der Liga, erreichte das Achtelfinale des portugiesischen Pokals und eine historische Leistung in der UEFA Conference League.
Vitória SC erzielte gute Ergebnisse gegen stärkere ausländische Vereine und wurde in seinem ersten Jahr in diesem Wettbewerb Zweiter hinter Chelsea, was dem Verein die Qualifikation für die Achtelfinals des Wettbewerbs garantierte.
Borges beendete jedoch nicht die Saison, die er in Guimaraes begonnen hatte: Am 26. Dezember 2024 ersetzte er João Pereira als Trainer von Sporting. Mit Sporting gewann er die portugiesische Liga und den portugiesischen Pokal und schaffte damit das „Doppel“, da beide Wettbewerbe durch den Lissabonner Rivalen Benfica gefährdet waren. Sein Vertrag läuft bis 2027.

## Titel und Erfolge
Sporting Lissabon
- Primeira Liga (1): 2024/25[16]
- Taça de Portugal (1): 2024/25[19]
- Primeira Liga 2024/25 (2): Trainer des Monats